# Dragne & Asociații
Dragne & Asociații este o casă de avocatură din România, care activează, în special, în domeniul soluționarii litigiilor și arbitrajelor. 
Casa de avocatură a fost înființată în 2010 de către un grup de  avocați, specializați în litigii, care s-au desprins din Mușat & Asociații.
Casa de avocatură este coordonată de avocatul Ion Dragne, „unul dintre cei mai experimentați avocați litigatori de pe piață” conform presei de specialitate . De asemenea, acesta activează ca lector la catedra de procedură civilă de la Universitatea „Nicolae Titulescu” și prodecan al  Baroului București.

## Competitori
Concurenții principali sunt Mușat & Asociații, Popovici Nițu & Asociații, Stoica & Asociații și Zamfirescu Racoți Predoiu.